# Терещенковская улица
Терещенковская улица — улица в Шевченковском районе города Киева. Пролегает от улицы Богдана Хмельницкого до улицы Льва Толстого.
К Терещенковской улице примыкает бульвар Т.Шевченко.
Протяжённость 630 м.

## Названия улицы в разное время
Улица возникла в конце 1830-х годов, проложена согласно генеральному плану Киева 1837 года, разработанному В. И. Беретти. К 1861 году был застроен отрезок между улицами Кадетской (ныне Б. Хмельницкого) и Университетским бульваром (ныне бульвар Т. Шевченко), ещё не застроенная территория относилась к Университетской площади (ныне парк им. Т. Шевченко).
- Алексеевская (1861—1900), с 1869 года носила также название Ново-Алексеевская;
- Терещенковская (1900—1919);
- Герцена (февраль 1919);
- Чудновского (1919—1941);
- Терещенковская (1941—1943);
- Чудновского (1944—1955);
- Репина (1955—1992);

С 1992 года «Терещенковская улица».

## Памятники архитектуры и истории

### По нечётной стороне

#### Учебный корпус коллегии Павла Галагана

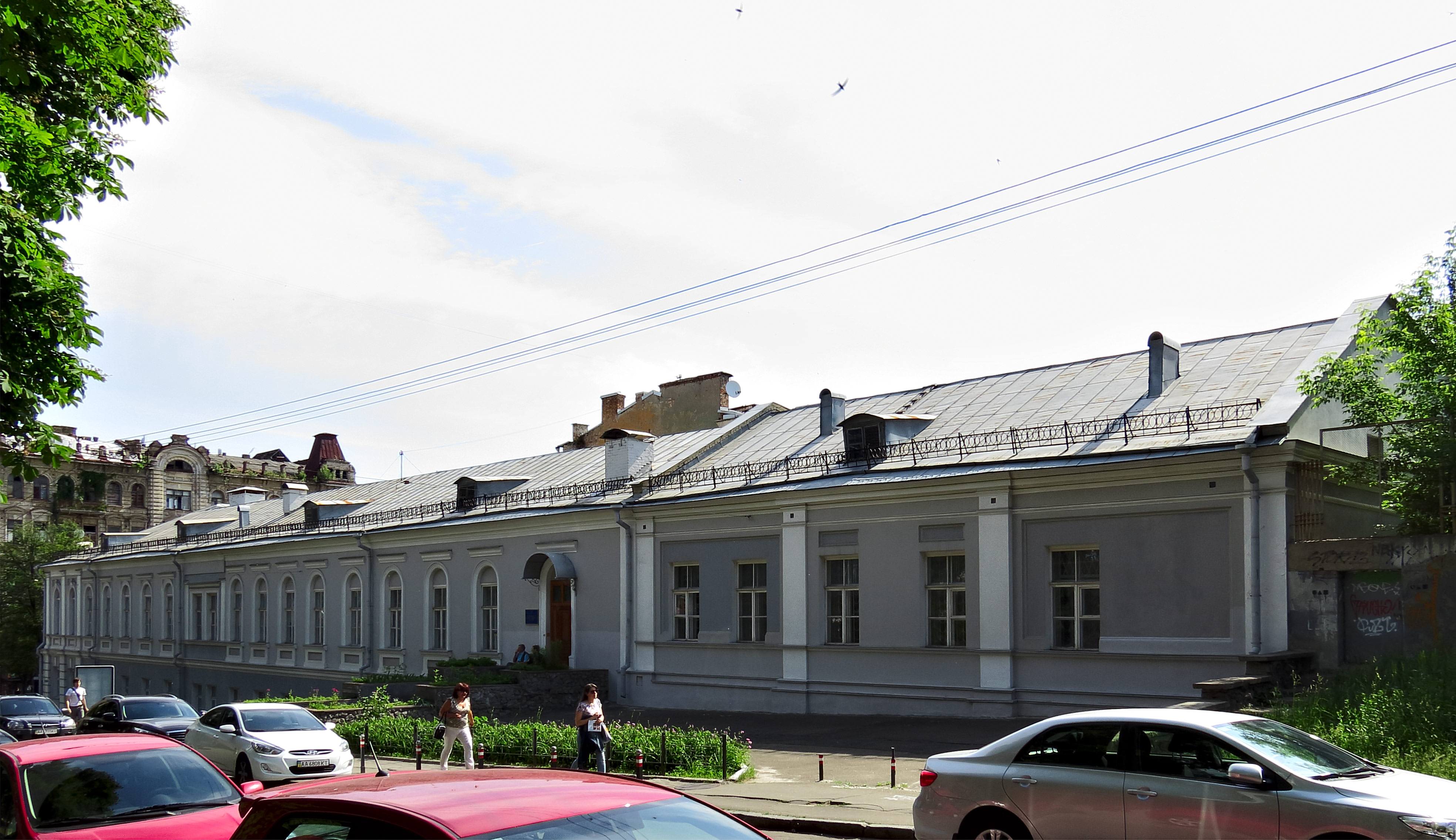

Здание по улице Богдана Хмельницкого, 11, боковым фасадом выходит на Терещенковскую. Точная дата постройки и первый архитектор неизвестны, здание неоднократно достраивалось и реконструировалось в течение последней трети XIX века, современный вид имеет с 1896 года. Первоначально здесь находилось жандармское управление, затем женский пансион, в конце 1860-х годов усадьбой владел военный инженер А. Никифораки. В 1869 году угловой дом усадьбы был куплен Г. П. Галаганом и в 1870—1871 годах перестроен в учебное заведение по проекту А. Я. Шиле. К крылу, выходящему на ул. Терещенковскую Шиле достроил двухэтажный жилой корпус, а к нему в 1885 году В. Н. Николаевым добавлена одноэтажная больница. Этапы строительства хорошо прослеживаются по лицевому фасаду, выходящему на ул. Б. Хмельницкого, более длинный фасад по ул. Терещенковской решён в рациональных формах. В целом здание считается примером удачного архитектурного решения частного учебного заведения периода перехода от классицизма к эклектике.
Во время Первой мировой войны в 1915—1916 годах в помещениях Коллегии располагался лазарет Красного Креста для раненых офицеров. В 1917 г. в учебном корпусе находился Генеральный секретариат военных дел Украинской центральной рады, с января 1918 г. — Министерство военных дел УНР. С марта 1918 по январь 1919 г. в корпусе размещались немецкие военные отряды. В 1919 году здание реквизировано советской властью для военных учреждений, также здесь до 1920 года было книгохранилище Всенародной библиотеки Украины. С 1923 года корпус занимали трудовая школа и детский дом, затем средняя школа им. И. Франко. В 1983—1986 гг. здание было отреставрировано и передано Музею литературы УССР (ныне Национальный музей литературы Украины).

#### Здание научных учреждений ВУАН — АН УССР — НАН Украины (№ 3)
Четырёхэтажный кирпичный оштукатуренный дом, в плане П-образный.
Бывший первоначально двухэтажным особняк построен для мещанина И. Алферова (Алаферова) в 1842 году. В 1848—1890 годах усадьбой владел титулярный советник И. Иванов, в 1890—1898 — дворянин П. Головачёв (см. Головачёвы). В 1890 году по заказу нового владельца здание реконструировано В. Н. Николаевым. В 1898 году усадьба куплена предпринимателем Н. А. Терещенко, а после его смерти в 1903 году перешла к его внуку М. И. Терещенко. После отъезда Терещенко в Петроград и до 1918 года владельцем был купец 1-й гильдии М. Зайцев.
В конце XIX — начале XX в. в здании находились конторы коммерческих предприятий — сахарных заводов Терещенко и Зайцева, машиностроительного завода Гретера и Криванека, а также представительство бельгийского консула Я. Гретера, который здесь проживал.
В конце 1920-х годов здание передано ВУАН, в 1930-х годах достроены два этажа, а в 1956 добавлена тыльная часть, расположенная во дворе параллельно фасадной. В разные годы в здании размещались академические учреждения, с которыми связана деятельность ряда выдающихся учёных.
- 1930—1941 и 1944—1953 — Киевский научно-исследовательский институт физики, ныне Институт физики НАНУ на пр. Науки. В институте работали:
  - 1930—1941 и 1944—1953 — П. Г. Борзяк, член-корр. АН УССР (с 1961), заслуженный деятель науки УССР;
  - 1930—1938 — А. Г. Гольдман, академик ВУАН (с 1929), член президиума ВУАН (1931—1938), первый директор института;
  - 1945—1953 — А. С. Давыдов, академик АН УССР (с 1964), заслуженный деятель науки УССР, Герой Социалистического Труда;
  - 1947—1953 — М. Ф. Дейген, член-корр. АН УССР (с 1967);
  - 1939—1941 и 1944—1953 — В. Е. Лашкарёв, академик АН УССР (с 1945), член Президиума АН УССР(1948—1952), основатель научной школы физики полупроводников; в 1944—1956 годах проживал в этом же здании в кв. № 5;
  - 1941 — начало 1950-х — А. И. Лейпунский, академик ВУАН (с 1932), Герой Социалистического Труда, один из основоположников советской ядерной физики; в 1944—1956 годах проживал в этом же здании в кв. № 7;
  - 1949—1953 — О. Ф. Немец, академик АН УССР (с 1978), профессор Киевского университета;
  - 1932—1940, 1946—1953 — М. В. Пасечник, академик АН УССР (с 1961), основатель и первый директор Института ядерных исследований АН УССР;
  - 1938—1941 и 1944—1953 — С. И. Пекар, академик АН УССР, один из основоположников советской ядерной физики;
  - 1944—1953 — А. Ф. Прихотько, академик АН УССР (с 1964), Герой Социалистического Труда; проживала в этом же здании с 1944 года в кв. № 7, в 1980-х — 1995 в кв. № 2;
  - 1951—1953 — О. В. Снитко, академик АН УССР (с 1985);
  - 1945—1953 — К. Б. Толпыго, член-корр. АН УССР (с 1965);
  - 1948—1952 — А. А. Харкевич, академик АН СССР (с 1964), организатор и директор Института проблем передачи информации АН СССР.

Внутренний двор. Вход в Институт математики

- 1939—1941, 1944—1950 и с 1966 по настоящее время — Институт математики НАН Украины. В институте работали:
  - 1945—1950 — Н. Н. Боголюбов, академик АН СССР (с 1948), дважды Герой Социалистического Труда, основатель научных школ по нелинейной механике и теоретической физике;
  - 1945—1950 — Б. В. Гнеденко, академик АН УССР (с 1948), почётный член Лондонского королевского статистического общества;
  - 1966—1998 — В. К. Дзядык, член-корр. АН УССР (с 1969);
  - 1939—1941 и 1944—1951 — В. Е. Дьяченко, член-корр. ВУАН (с 1934);
  - 1947—1950 — А. Ю. Ишлинский, академик АН СССР (с 1960), Герой Социалистического Труда;
  - 1939—1940, 1944—1947 — Н. А. Кильчевский, академик АН УССР (с 1969), преподаватель Киевского авиационного института, Киевского индустриального института, профессор Киевского университета;
  - 1940—1941 и 1944—1950 — М. Г. Крейн, член-корр. АН УССР (с 1939), основатель научной школы в области функционального анализа;
  - 1974—2003 — Н. П. Корнейчук, академик НАНУ (с 1997), профессор Киевского университета, основатель научной школы;
  - 1939—1941 и 1944—1949 — М. А. Лаврентьев, академик АН СССР (с 1946), Герой Социалистического Труда, вице-президент АН СССР, основатель Сибирского отделения АН СССР;
  - 1966—2008 — Ю. А. Митропольский, академик АН СССР (с 1983), Герой Социалистического Труда, Герой Украины; с 1988 года почётный директор института;
  - 1939—1941 и 1944—1946 — Г. В. Пфейффер, академик УАН (с 1920), профессор Киевского университета;
  - 1939—1941, 1944—1950 и 1966—1975 — Е. Я. Ремез, член-корр. АН УССР (с 1939), зав. кафедрой Киевского педагогического института, профессор Киевского университета;
  - 1939—1941, 1944—1950 и 1966—1971 — Ю. Д. Соколов, член-корр. АН УССР (с 1939), преподаватель вузов Киева;
  - 1945—1950 и 1966—1978 — П. Ф. Фильчаков, член-корр. АН УССР (с 1969), профессор Киевского института инженеров водного хозяйства;
  - 1966—1997 — В. И. Фущич, член-корр. АН УССР (с 1988);
  - 1966—1987 — С. Н. Черников, член-корр. АН УССР (с 1967), профессор Киевского педагогического института;
  - 1939—1941 — И. Я. Штаерман, член-корр. АН УССР (с 1939), преподаватель КПИ и Киевского университета;
  - 1944—1949 — И. З. Штокало, академик АН УССР (с 1959), почётный академик Международной академии истории наук, зав. кафедрой Киевского университета.
- 1945—1955 — Лаборатория металлофизики АН УССР, 1955—1965 — Институт металлофизики АН УССР (с 1965 года на бульваре Вернадского). В лаборатории и институте работали:
  - 1955—1965 — В. Н. Гриднев, академик АН УССР (с 1967), директор института (1955—1985), ректор Киевского политехнического института (1952—1955);
  - 1945—1954 — В. И. Данилов, академик АН УССР (с 1951), основатель научных школ в области рентгенографии жидкостей и теории кристаллизации;
  - 1951—1965 — М. А. Кривоглаз, член-корр. АН УССР (с 1978);
  - 1945—1951 — Г. В. Курдюмов, академик АН СССР (с 1953), Герой Социалистического Труда; в 1996 году Институту металлофизики присвоено имя Г. В. Курдюмова;
  - 1947—1965 — А. Г. Лесник, член-корр. АН УССР (с 1976);
  - 1956—1965 — В. В. Немошкаленко, академик АН УССР (с 1982), заслуженный деятельнауки и техники Украины;
  - 1953—1965 — В. Н. Свечников, академик АН УССР (с 1939);
  - 1950—1965 — А. А. Смирнов, академик АН УССР (с 1967).

- 1952—1962 — Институт энтомологии и фитопатологии АН УССР, с 1956 года Украинский НИИ защиты растений Министерства сельского хозяйства УССР, ныне Институт защиты растений НААН Украины на ул. Васильковской. В институте работали:
  - 1953—1962 — В. П. Васильев, академик АН УССР (с 1964), директор института (1953—1979);
  - 1952—1956 — Е. В. Зверозомб-Зубовский, член-корр. АН УССР (с 1939), один из организаторов службы защиты растений, вице-президент Всесоюзного общества энтомологов;
  - 1952—1956 — В. П. Муравьёв, член-корр. АН УССР (с 1951), директор института (1950—1952).

- 1953—1958 — Институт горного дела им. М. М. Фёдорова АН УССР, ныне НИИ горной механики им. М. М. Фёдорова в Донецке. В институте работали:
  - П. С. Кучеров, член-корр. АН УССР (с 1939), директор института (1945—1957);
  - П. П. Нестеров, член-корр. АН УССР (с 1948), одновременно был зав. кафедрой горной механики Харьковского горного института;
  - В. С. Пак, академик АН УССР (с 1951);
  - А. М. Пеньков, член-корр. АН УССР (с 1951), преподаватель киевских вузов;
  - Н. С. Поляков, академик АН УССР (с 1967), основатель научной школы и дисциплины «Рудниковый транспорт»;
  - К. И. Татомир, член-корр. АН УССР (с 1939);
  - А. Н. Щербань, академик АН УССР (с 1957), основатель новой научной отрасли в горном деле, государственный деятель.

- С 2004 года по настоящее время — Институт энциклопедических исследований НАН Украины.

Также в здании находится издательство «Наукова думка».
На фасаде тыльного крыла, у входа в Институт математики, установлены мемориальные доски: М. А. Лаврентьеву (2003, скульптор Ю. Багалика, архитектор Ю. Тыж, бронза, барельефный портрет), Ю. А. Митропольскому и Д. А. Граве — основателю института.

#### Жилой дом (№ 5)
Жилой дом, в котором проживали известные литераторы, учёные, государственные и политические деятели. Построен в 1934 году по проекту С. В. Григорьева в стиле позднего конструктивизма. Дом кирпичный, оштукатуренный, четырёхэтажный с подвалами, в плане прямоугольный. Двух-, трёх- и четырёхкомнатные квартиры расположены в двух секциях, спланированы рационально. Крыша четырёхскатная, вальмовая, жестяная. Лицевой и тыльный фасады симметричны, имеются ризалиты обозначающие объём лестничных клеток с вертикальным остеклением и прилегающие к ним однооконные прясла. К ризалитам прилегают небольшие балконы, в средней части фасада — длинный балкон четвёртого этажа. Двери и окна разные по пропорциям, прямоугольные. Лицевой фасад оформлен графически — белые линии прочерчивают объёмы лестничных клеток, рустовку первого этажа и архивольты над входами, обрамления проёмов 2—4 этажей. На 3 и 4 этажах имеются побелённые вставки с растительным орнаментом, на фризе центральной части фасада установлено декоративное панно работы М. И. Гельмана.
В здании проживали известные люди:
- 1944—1983 — М. П. Бажан, поэт, литературовед, академик АН УССР (с 1955), Герой Социалистического Труда; проживал в квартире № 5 на третьем этаже;
- 1957—1975 — И. К. Белодед, лингвист, академик АН СССР (с 1972), министр просвещения УССР (1957—1962); проживал в квартире № 1 на первом этаже;
- 1973—1988 — В. Г. Большак, писатель и государственный деятель, председатель Госкино УССР (1972—1979); проживал в квартире № 9;
- 1937—1941 — А. Е. Корнейчук, писатель и государственный деятель, председатель Верховной Рады УССР (1947–1953, 1959–1972); проживал в квартире № 7;
- 1934—1938 — К. В. Сухомлин, государственный и политический деятель УССР; проживал в квартире № 5;
- 1944—1967 — П. Г. Тычина, поэт, литературовед, академик ВУАН (с 1932), Герой Социалистического Труда, министр просвещения УССР (1943—1948); проживал в квартире № 3 на втором этаже;
- 1980—1988 — С. В. Турчак, дирижёр, народный артист СССР, Герой Социалистического Труда, главный дирижёр Киевского академического театра оперы и балета; проживал в квартире № 4 на втором этаже;
- 1936—1940 — А. Г. Шлихтер, советский государственный и политический деятель, академик ВУАН (с 1929); проживал в квартире № 6 на третьем этаже.

В здании находятся два музея. Мемориальный музей-квартира М. П. Бажана является подразделением Национального музея литературы Украины, основан в 1990 году вдовой поэта Н. В. Бажан, до 1996 года действовал на общественных началах. Литературно-мемориальний музей-квартира П. Г. Тычины открыт в 1980 году согласно постановлению Совета министров УССР.
На фасаде дома установлены мемориальные доски: А. Г. Шлихтеру (1959, белый мрамор, архитектор И. Л. Шмульсон); П. Г. Тычине (1971, бронза, барельефный портрет, скульптор А. Фуженко, архитектор Т. Довженко); М. П. Бажану (1984, бронза, барельефный портрет, скульптор И. В. Макогон, архитектор О. К. Стукалов); К. В. Сухомлину (1989, бронза, барельефный портрет, скульптор В. Проскуров, архитектор Г. Урсатый), С. В. Турчаку (1994, бронза, рельефное изображение скрипичного ключа, дирижёрской палочки и нотного стана, скульптор В. И. Сивко).

#### Жилой дом (№ 7)

Жилой дом 1950-х годов, четырёхэтажный, кирпичный. В 1959—1989 годах здесь проживал С. И. Лебедев, физиолог растений, академик УАСХН (с 1957), ректор Одесского университета (1953—1959), ректор Украинской сельскохозяйственной академии (1959—1962), вице-президент УАСХН (1959—1962). Учёный проживал в квартире № 7 на четвёртом этаже.

#### Усадьба Фёдора Терещенко (№ 9, 9а)

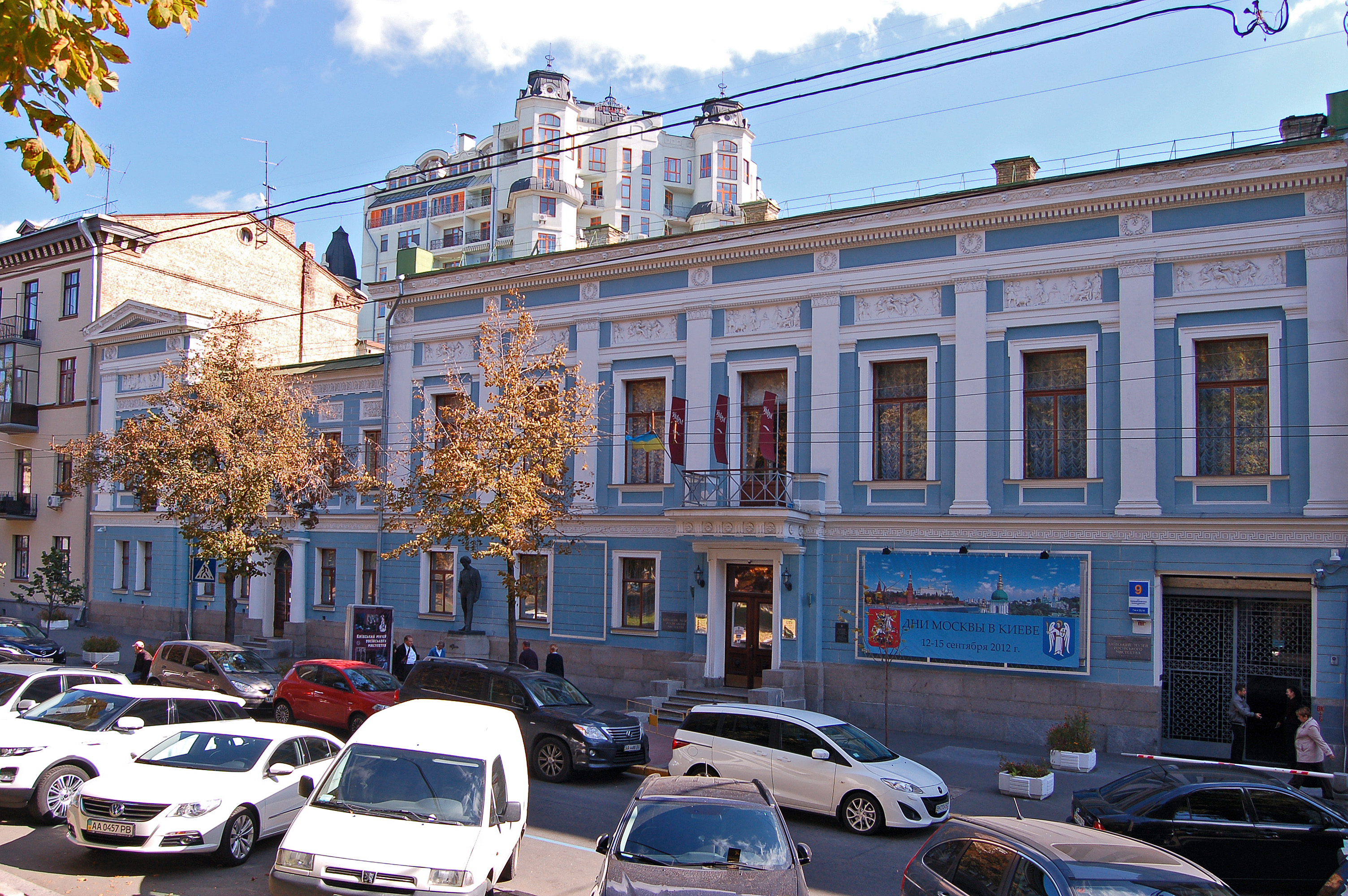

Архитектурный комплекс состоит из особняка (№ 9) и служебного флигеля (№ 9а, во дворе усадьбы).
Первым владельцем участка (тогда — № 18 на Университетской площади) в 1874 году стал инженер-архитектор В. Р. Чаплинский, который в 1877 году переоформил владение на свою жену Марию-Теофилию. В 1880 году усадьба куплена Ф. А. Терещенко для размещения коллекции картин и антиквариата. После смерти Ф. А. Терещенко в 1894 году, усадьба перешла по наследству его сыну Ф. Ф. Терещенко при условии пожизненного пользования вдовой Фёдора Артемьевича Н. В. Терещенко. В 1903 году Надежда Владимировна купила соседний угловой участок (ныне № 7/13, здание ректората Медицинского университета). Всё владение было обнесено решётчатой оградой по проекту В. Н. Николаева (снята в 1957—1958 гг.). Во владении семьи Терещенко усадьба оставалась до 1918 года.
Особняк был построен по проекту В. Н. Николаева в 1877—1878 годах для М.-Т. Чаплинской, в 1882—1884 годах Николаевым по проекту А. Л. Гуна здание расширено и реконструировано под картинную галерею, оранжерею и зимний сад, для чего в тыльной пристройке сооружён верхний световой фонарь. При перестройке фасад был оформлен в стиле неоампир. Особняк двух-трёхэтажный (третий этаж только со двора), кирпичный, сложной конфигурации, с многоскатной жестяной крышей. Лицевой фасад асимметричен, левая часть его сохраняет структуру первоначального объёма с надстроенным левым ризалитом и входным портиком, правый ризалит был поглощён пристройкой 1882—1884 годов. В центре пристройки расположен главный вход с балконом второго этажа. Над оками второго этажа имеются рельефы на мифологические темы. Интерьеры оформлены в стилях неоренессанс, необарокко и мавританском. В 1919 году здание было повреждено артиллерийским снарядом, попавшим в световой фонарь галереи, восстановлено в 1927—1928 годах. В 2001 году проведена реставрация фасадов. Оформление лицевого фасада частично утрачено — не сохранились кариатиды у главного входа работы А. Е. Шварца, каменная ограда балкона и парапет с декоративными треногами и пальметтами.
Служебный флигель двухэтажный, каменный, в плане Г-образный. Построен в конце XIX века. Здесь размещались конюшня, экипажная, ледник, кладовые, комнаты прислуги. Фасад симметричной композиции с двумя боковыми раскреповками, с проездом справа от центра. Между этажами — профилированный карниз с поребриком, оконные прорези прямоугольные, на первом этаже оформлены широкими сандриками. В советское время использовался сначала как общежитие и мастерские автодорожного техникума, в 1932 году передан НИИ угля.
Во время Первой мировой войны Терещенко оборудовали в своей усадьбе лазарет, в 1918 году 9 комнат особняка были выделены для санитаров больницы Красного Креста. В 1917 — феврале 1919 г. в особняке размещались Министерства (до 11 января 1918 года Генеральный секретариат) иностранных дел УНР, Украинской Державы и Директории УНР. После поражения войск Директории, в 1919—1920 годах здесь были штабы воинских подразделений ВСЮР, затем Красной армии. 7 ноября 1922 года открыта художественная галерея, с 1936 года — Киевский государственный музей русского искусства
Со зданием Музея русского искусства связана деятельность ряда известных людей. Здесь работали или проживали:
- А. Я. Шульгин, в 1917—1918 годах — генеральный секретарь межнациональных дел, затем министр иностранных дел УНР;
- В. А. Голубович, в феврале — апреле 1918 года министр иностранных дел УНР;
- Д. И. Дорошенко, в мае — ноябре 1918 года министр иностранных дел Украинской Державы;
- В. М. Чеховский, в декабре 1918 — феврале 1919 министр иностранных дел УНР;
- А. Ф. Середа, художник-график, искусствовед, педагог; проживал в здании в начале 1920-х годов;
- П. А. Кульженко, актриса, искусствовед; в 1930—1934 годах была заведующей отдела гравюры музея.

В 1984 году у входа в Музей русского искусства поставлен памятник И. Е. Репину.
В 2000 году на фасаде музея установлена мемориальная доска А. Я. Шульгину.

#### Жилой дом (№ 11)

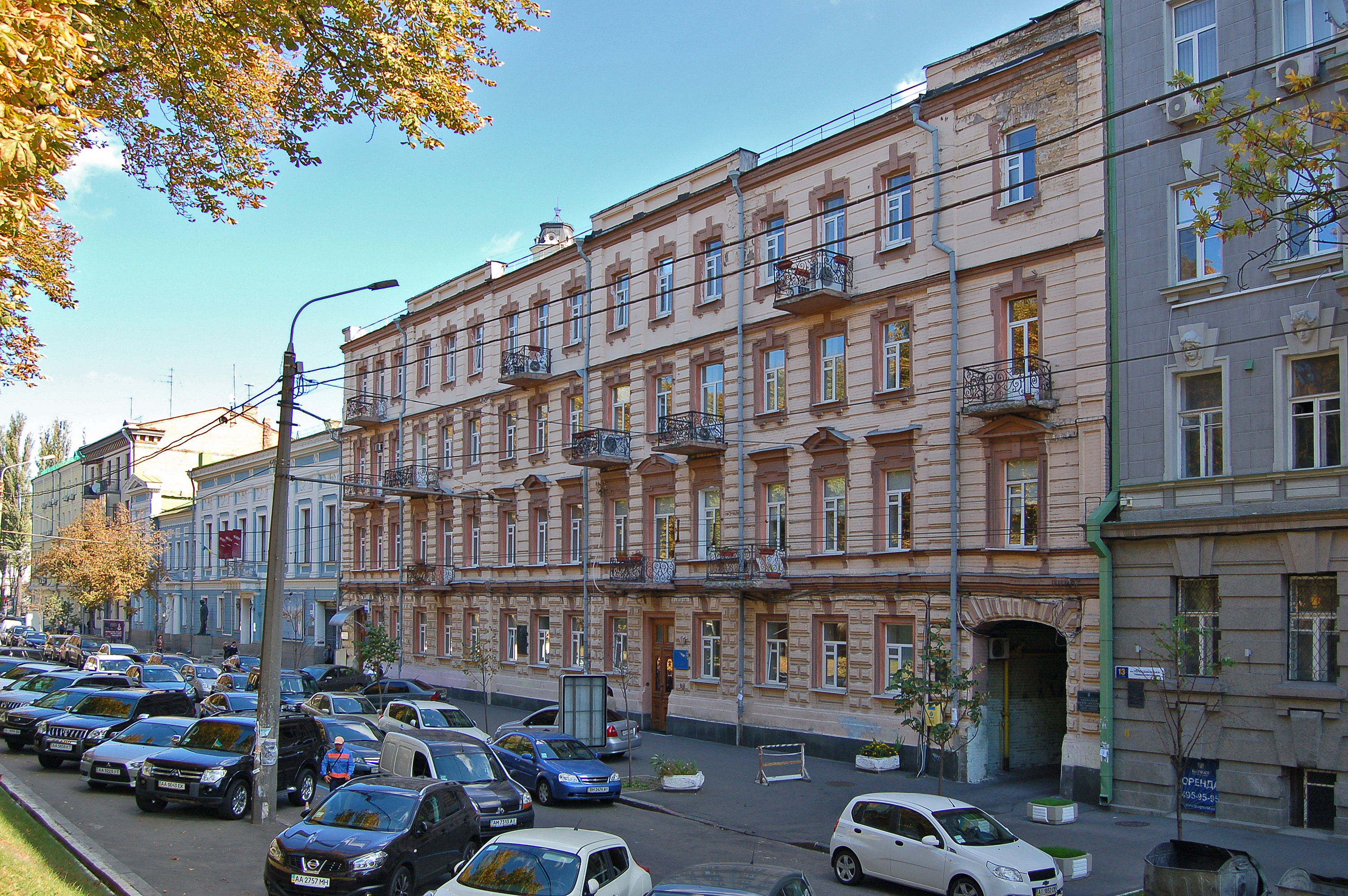

Жилой дом, в котором проживали Е. И. Афанасьев, Г. М. Кржижановский, Н. Т. Черкунов.
В 1874 году участок был куплен доктором медицины Е. И. Афанасьевым. В 1875—1876 годах по его заказу В. Н. Николаев построил трёхэтажный дом с дворовой пристройкой и одноэтажный флигель (не сохранился). В 1880—1881 годах также Николаевым на границе с усадьбой № 9 построен прилегающий к первоначальному корпусу четырёхэтажный дом с трёхэтажным лицевым фасадом, а со стороны усадьбы № 13 сделана пристройка с арочным проездом. До 1917 года владение принадлежало семье Афанасьева. В 1937 году достроен четвёртый этаж лицевого фасада.
Здание в плане состоит из Т-образной, Г-образной и прямоугольной частей, кирпичное, четырёхэтажное с подвалом, крыша многоскатная. Перекрытия этажей плоские, подвала — сводчатые. Лицевой фасад оформлен в стиле неоренессанс, имеет несимметричную композицию, основу которой составляют пять прясел на три оконные оси каждое и одноосевая вставка с арочным проездом справа. Второе и четвёртое прясла оформлены раскреповками, рустованными лопатками по боками и между окнами 2—4 этажей и завершаются аттиками. Горизонтальные элементы членения фасада — профилированный карниз над первым этажом, гурты под окнами второго этажа и над третьим этажом, венечный карниз и трёхступенчатый цоколь. Первый этаж оформлен высокорельефной рустикой, первое, третье и пятое прясла горизонтально рустированы. Оконные прорези прямоугольные, обрамлённые углублёнными наличниками. На втором этаже наличники завершаются поочерёдно прямыми и лучковыми сандриками, на третьем и четвёртом — замковыми камнями. На втором — четвёртом этажах со стороны лицевого фасада имеются балконы с решётчатой оградой.
В первоначальном трёхэтажном здании имелись кладовые и три жилые комнаты в подвале, четыре шестикомнатные квартиры на первом и третьем этажах и одиннадцать комнат на втором этаже. В дворовом флигеле размещались прачечные, каретные сараи, конюшни, сеновал и сушильня для белья. После достройки 1881 года в уличном крыле на каждом этаже разместились по три четырёхкомнатные квартиры и три комнаты в мезонине, а в дворовом крыле — 16 двухкомнатных номеров с двумя передними каждый. В доме имелись водопровод, ватерклозеты и газовое освещение.
В 1903—1905 годах в квартире № 16 на 3 этаже жил Г. М. Кржижановский.
В те же годы в доме жил Н. Т. Черкунов, преподаватель географии, в те годы — заведующий Педагогического музея Киевского учебного округа. В его квартире хранились коллекции минералов, флоры и фауны, карт, ремесленных изделий. Коллекции были доступны для осмотра, а после смерти Черкунова переданы Педагогическому музею. Квартиру педагога посещал М. С. Грушевский
В 1970 году на фасаде установлена мемориальная доска М. Г. Кржижановскому (бронза, барельефный портрет, скульптор К. А. Кузнецов, архитектор В. Г. Гнездилов).

#### Усадьба Ханенко (№ 13, 15, 15а)
Архитектурный комплекс состоит из доходного дома (№ 13), особняка (№ 15) и дворового флигеля (№ 15а).
В 1882 году участок № 15, бывший ещё не застроенным, купил у А. Сулимовской Н. А. Терещенко. В 1887—1888 годах по заказу Терещенко построен особняк, в 1887—1891 двухэтажный флигель (№ 15а) и одноэтажные каменные служебные постройки — конюшня, каретная, ледник (не сохранились). В 1888 году усадьба была продана семье старшей дочери Терещенко В. Н. Ханенко. Участок № 13 с трёхэтажным домом в 1888 году купил также Н. А. Терещенко, а в 1903 году участок перешёл по завещанию к дочери Терещенко Ольге. В 1913 году участок выкуплен Б. И. Ханенко, который подарил его своей супруге Варваре. В 1913—1914 годах вместо трёхэтажного построен шестиэтажный доходный дом.
Доходный дом построен, согласно разным исследователям, по проекту П. С. Андреева или Р.-Ф. Мельцера. Во время Великой Отечественной войны здание было разрушено более, чем наполовину, восстановлено и реконструировано в 1946—1947 годах по заказу Юго-Западного железнодорожного округа. После постройки в доме было по 6 квартир на каждом этаже и 9 квартир в подвале, котельная и два гаража, на уровне второго этажа имелся проход в особняк. В квартире № 2 находилась главная контора музея, остальные сдавались различным организациям и частным лицам. При реконструкции квартиры перепланированы в коммунальные.
Здание восьмиэтажное со стороны фасада, с цокольным этажом и подвалом, кирпичное, оштукатуренное. В плане представляет собой каре с двумя симметричными Г-образными крыльями, образующими второй двор. В центре лицевого фасада и в левой части тыльного корпуса находятся арочные проезды во внутренний двор. Перекрытия плоские, крыша многоскатная. Оформление фасадов — в стиле неоклассицизма с элементами модерна. Лицевой фасад симметричен, на центральной оси его располагается арочный проезд высотой в 2 этажа, обрамлённый рустованным архивольтом с замковым камнем. Входы по обе стороны от проезда оформлены гранитными двухколонными дорическими портиками. Имеются балконы с массивными балюстрадами, опирающиеся на кронштейны, украшенные рельефными пальметтами. Замковые камни окон на уровне третьего этажа оформлены мужскими и женскими маскаронами. Между окнами шестого этажа расположены скульптуры обнажённых юношей с гроздьями винограда и плодами — спутников Бахуса. На дворовых фасадах имеются ризалиты, выделяющие лестничные клетки; в простенках на уровне второго этажа по периметру двора установлены рельефные изображения античных ваз. Сохранились интерьеры вестибюлей главного входа и тылового корпуса, шахты лифта, межэтажных лестничных площадок, розетки плафонов в отдельных комнатах.
В 1903—1906 годах доме № 13 проживал А. А. Абрагамсон, инженер и государственный деятель.
В 1917—1918 годах в квартире № 27 на четвёртом этаже находилось Украинское научно-техническое общество «Праця» («Труд»), там же была канцелярия созданного «Працей» и киевским обществом «Просвещение» Украинского народного университета. С обществом «Праця» и университетом связана деятельность учёных и общественно-политических деятелей — В. А. Вилинского, И. И. Левинского, И. И. Огиенко, М. И. Туган-Барановского, К. В. Широцкого.
Особняк построен, как считается, по проекту Р.-Ф. Мельцера при участии П. С. Бойцова, в строительстве, вероятно, участвовал В. Н. Николаев. В 1888—1895 годах продолжались работы по достройке и оформлению здания. В 1891 году со стороны усадьбы № 13 сделана пристройка по проекту А. С. Кривошеева. Оформлением интерьеров занимался П. С. Бойцов, в интерьерах использованы работы известных художников — С. Барбудо, Г. Макарта, В. А. Котарбинского, скульптора Л. Маркони. В 1914 году в результате реконструкции улицы и понижения её уровня на 1,5 метра образовался глухой цокольный этаж, у входа устроен пандус.

#### Усадьба 1875—1879 гг. (№ 17, 17б)
Усадьба, в которой проживали А. П. Бородин, В. Н. Сахновский и Е. Н. Сахновская, был установлен первый в Киеве телефон.

### По чётной стороне

#### Комплекс Министерской женской гимназии св. княгини Ольги
- № 2(1914—1927) — помещение бывшей Ольгинской гимназии.
- № 4 (1850-е) — бывшая Ольгинская гимназия.[11]

- № 13 (1913).
- № 15 (1887) — особняк семьи Ханенко.
- № 17 (1878) — особняк семьи Ханенко.
- № 19 (конец 19 в.)
- № 21 (конец 19 в.)
- № 23 (конец 19 в.)

## Примечательные или важные объекты
- № 2 — институт ботаники.
- № 15 и № 17 — Национальный музей искусств имени Богдана и Варвары Ханенко.
- № 25 — установлена мемориальная доска А. Горской.

## Особенности улицы
Почти всю чётную сторону занимает парк им. Т. Шевченко.
Из-за столь большого количества музеев на такой небольшой улице иногда к ней применяется выражение «улица музеев».
Возле Музея русского искусства находится памятник И. Е. Репину, а в его внутреннем дворе — памятник Александру II.

## Транспорт
- Троллейбусы 5,8,9,17 (по бульв. Шевченко и ул. Толстого)
- Автобусы 20,24,114,118
- Станция метро «Университет»
- Станция метро «Площадь Украинских Героев»
- Станция метро «Театральная»